# Univox 'Lectra
La Univox 'Lectra era un bajo eléctrico, hecha por la compañía estadounidense Univox, modelada originalmente en base al bajo Höfner 500/1, que fue popularizado por Paul McCartney en los primeros días de The Beatles y más tarde apareció el modelo Gibson EB-1,  guitarra en forma de violín. El bajo estuvo disponible desde finales de 1960 hasta mediados de la década de 1970.
El "Lectra" tenía un perno de 22 trastes en el cuello y un cuerpo hueco. El modelo original tenía dos pastillas, mientras que algunos de los modelos basados en la Gibson EB-1 tenía solo una. Algunos modelos posteriores tenían dos efes menores cortadas (o llamado abertura acústica) en el cuerpo, como los violines.